# إعانة السكن
إعانة السكن أو إعانة الإسكان هي إعانة أو خدمة اجتماعية للمواطنين ذوي الدخل المالي لإعانتهم في دفع إيجار السكن «إعانة الإيجار» أو لتحمل تكاليف الحياة في البيت المملوك الذي يقيمون فيه «إعانة الأعباء»